# Bergondo
Bergondo è un comune spagnolo di 6 413 abitanti situato nella comunità autonoma della Galizia.

## Patrimonio artistico
Fra i monumenti religiosi presenti nel territorio comunale i più importanti sono: 
- Il Monastero, costruito nel XII secolo, con annessa chiesa in stile romanico costruita nella seconda metà del XIII secolo formata da tre navate e tre absidi semicilindriche. All'interno della Chiesa nel monastero sono presenti diversi sepolcri medievali (Video del Monastero di San Salvador in Bergondo)

Di particolare rilievo e da ammirare, sicuramente, è il Pazo de Mariñán, una costruzione del XVIII secolo che presenta elementi di tipo barocco e neoclassico.